# Margarita Serrano
Margarita Serrano Pérez (15 de junho de 1950 - Santiago, 28 de novembro de 2017) foi uma jornalista chilena.

## Obras
- Personas de Mundo (1990)
- Historias personales, políticas públicas: entrevistas de Margarita Serrano y Marcia Scantlebury (1993)
- La historia de un "bandido": Raúl Rettig (1999)
- Terremoto después del terremoto : trauma y resiliencia (2011), junto a varios autores.
- El poder de la paradoja: 14 lecciones políticas de la vida de Patricio Aylwin (2013), junto a Ascanio Cavallo.
- Golpe: 11 de septiembre de 1973 (2013), junto a Ascanio Cavallo.
- La igual libertad de Edgardo Boeninger (2009)